# Marea Unire
Marea Unire din 1918 a fost procesul istoric în urma căruia toate provinciile istorice locuite de români s-au unit în anul 1918 în cuprinsul aceluiași stat național, România. Etape preliminare au fost Unirea Principatelor Române din 1859 și dobândirea independenței în urma războiului din 1877-1878, pe fondul renașterii naționale a românilor în parcursul secolului al XIX-lea. 
Unirea Basarabiei, a Bucovinei și, în cele din urmă, a Transilvaniei cu Regatul României (așa-zisul Vechi Regat) a dus la constituirea României Mari. Ea a fost scopul intrării României în Primul Război Mondial de partea Antantei și a fost favorizată de mai mulți factori istorici:
- acțiunea politică decisivă a elitelor din Regatul României și din Austro-Ungaria în conjunctura favorabilă de la sfârșitul Primului Război Mondial;
- prăbușirea Imperiului Austro-Ungar și a Imperiului Rus;
- afirmarea principiului autodeterminării și al celui al naționalităților pe plan internațional, în contextul prezenței pe scară largă a sentimentului național în rândul populației românești.

Printre personalitățile care au avut contribuții importante la participarea României la război și la realizarea Marii Uniri a fost regele Ferdinand, care a achiesat la împroprietărirea țăranilor români și la introducerea votului universal. Regele a refuzat să promulge Pacea de la Buftea, ceea ce a făcut posibilă participarea României pe picior de egalitate cu statele victorioase la tratativele de pace de după Primul Război Mondial. Regina Maria a animat munca de ajutorare a răniților, fiind nelipsită din focarele de epidemie și din tranșee. După război a călătorit la Paris, unde a intervenit pe lângă personalitățile politice occidentale pentru recunoașterea unirii. Chiar și în momentele în care nu a fost la guvernare, liderul liberal Ionel Brătianu a influențat decisiv desfășurările politice.
Încheiată de facto la 1 decembrie 1918, odată cu unirea Transilvaniei, recunoașterea diplomatică a Marii Uniri a solicitat eforturi pe parcursul următorilor ani. În ciuda constituirii ei într-un scop esențial al politicii externe în următoarele două decenii, recunoașterea din partea Uniunii Sovietice nu a venit niciodată, iar dinspre ea avea să vină în iunie 1940 ultimatumul declarat, în conivență cu Germania nazistă, care a pus în acțiune dezmembrarea României Mari în profitul Uniunii Sovietice, Ungariei, precum și Bulgariei.

## Urmări

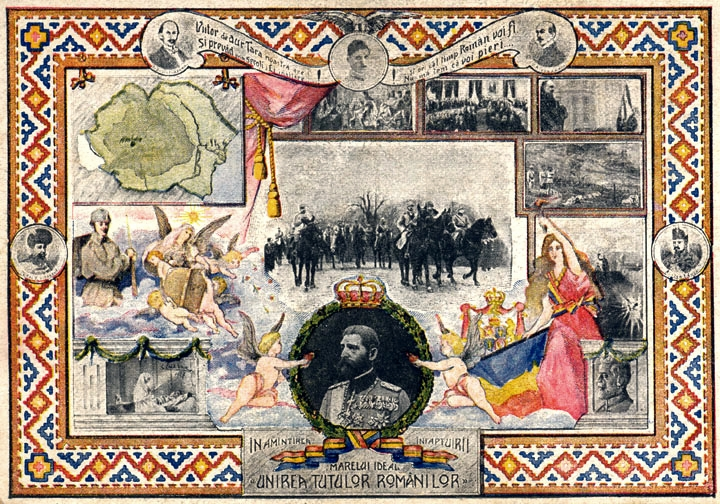
Carte poștală din 1918-1919 care ilustrează unirea tuturor românilor într-un singur stat. Granițele vestice ale României (colțul din stânga sus) sunt granițe doar presupuse la acel moment (cele definitive fiind confirmate în 1920)

Noua întindere a statutului și noua structură socio-economică au produs schimbări fundamentale ale sistemului politic. Din cele două partide mari ale Vechiului Regat a supraviețuit doar Partidul Național Liberal, căruia în perioada interbelică i s-a opus Partidul Național Țărănesc, condus de Iuliu Maniu. Viața culturală a cunoscut o perioadă de efervescență fără precedent, manifestată în artă și știință.
Din câștigurile teritoriale ale anului 1918, doar Transilvania și Bucovina de Sud au rămas României după cel de-Al Doilea Război Mondial. Basarabia, Bucovina de Nord și ținutul Herța au fost încorporate URSS, iar Cadrilaterul a rămas Bulgariei. Ideea unirii Republicii Moldova cu România, deși neasumată de niciunul dintre cele două state, a rămas prezentă în discursul public din România și Republica Moldova.
Parlamentul României a adoptat, la 31 iulie 1990, Legea nr. 10 din 1990, prin care a fost abrogată Hotărârea Consiliului de Miniștri nr. 903 din 18 august 1949 privind declararea zilei de 23 august ca sărbătoare națională și a proclamat în locul ei ziua de 1 decembrie drept sărbătoare națională.

## Numismatică
La 26 noiembrie 2018, Banca Națională a României a pus în circulație, în atenția numismaților, un set de monede, cu prilejul Centenarului Unirii Transilvaniei cu România; pe aversul fiecărei monede din set sunt gravate o imagine prelucrată după o fotografie realizată de Samoilă Mârza, textele (în arc de cerc) ROMANIA și MAREA ADUNARE DE LA ALBA IULIA, valoarea nominală, stema României și milesimul (anul de emisiune) 2018. Pe reversul fiecărei monede sunt gravate efigiile lui Ștefan Cicio Pop, Gheorghe Pop de Băsești, Iuliu Maniu, Vasile Goldiș și Iuliu Hossu. Monedele de aur au valoarea nominală de 500 de lei (200 de exemplare), monedele de argint au valoarea nominală de 10 lei (200 de exemplare), iar cele de metal comun au valoarea nominală de 50 de bani (5.000 de exemplare), toate de calitate proof. Au fost emise, în același set de monede, 1.000.000 de monede de metal comun de calitate UNC (necirculate).
La 1 iulie 2019, Banca Națională a României a pus în circulație, în atenția colecționarilor, un set de monede „cu tema Desăvârșirea Marii Uniri – Alexandru Marghiloman.” Emisiunea numismatică este formată din trei monede: o monedă de aur, cu valoarea nominală de 100 de lei, având titlul de 900‰, o monedă de argint, cu valoarea nominală de 10 lei, având titlul de 999‰ precum și o monedă din aliaj comun, cu valoarea nominală de 50 de bani.
Întregul tirajul acestei emisiuni monetare 300 de seturi este de calitate proof.
La 28 octombrie 2019, Banca Națională a României a pus în circulație, în atenția colecționarilor, un set de monede cu tematica Desăvârșirea Marii Uniri - Regina Maria. Emisiunea monetară este formată dintr-o piesă de aur, cu titlul de 999‰, având valoarea nominală de 500 de lei, greutatea de 31,103 grame, cu diametrul de 35 mm, marginea netedă, de calitate proof, într-un tiraj de 500 de exemplare precum și dintr-o piesă de metal comun, cu valoarea nominală de 50 de bani, cu diametrul de 23,75 mm, greutatea de 6,1 grame, de calitate proof, cu marginea inscripționată cu textul ROMANIA, de două ori și câte o steluță între cele două cuvinte. Tirajul monedelor din metal comun este de 50.000 de exemplare.
Ambele monede (de aur și de metal comun) au gravată pe avers o imagine care îi reprezintă pe „regele Ferdinand I și pe regina Maria vizitând trupele române pe front” în arc de cerc este gravată denumirea statului emitent, ROMANIA; tot pe avers sunt gravate valoarea nominală de 200 de lei, respectiv de 50 de bani, stema României și milesimul 2019.
Pe reversul fiecărei monede din această emisiune au fost gravate efigia reginei Maria și, în arc de cerc, textul REGINA MARIA.

## Notafilie
La 1 Decembrie 2019, Banca Națională a României, a pus în circulație, în atenția colecționarilor, o bancnotă aniversară, cu valoarea nominală de 100 lei, având tema Desăvârșirea Marii Uniri – Ion I.C. Brătianu. Bancnota este dreptunghiulară cu dimensiunile de 147x82 mm (cu o toleranță de ± 1 mm), de culoare predominantă albastră, imprimată pe suport de polimer. Achiziționarea acestei emisiuni s-a putut face începând de la 4 decembrie 2019.